# Cantone di Laval-Nord-Est
Il Cantone di Laval-Nord-Est era una divisione amministrativa dell'arrondissement di Laval.
È stato soppresso a seguito della riforma complessiva dei cantoni del 2014, che è entrata in vigore con le elezioni dipartimentali del 2015.
Comprendeva parte della città di Laval e i comuni di:
- Changé
- Saint-Germain-le-Fouilloux
- Saint-Jean-sur-Mayenne